# Concierto de Aranjuez (Rodrigo)
Joaquín Rodrigo: Concierto de Aranjuez, za kitaro in orkester. (1939)
okviren čas trajanja: 20 minut
Zamisel za kitarski koncert mu je dal prijatelj, španski kitarski virtuoz Regino Sainz de la Maza, ki je bil tudi solist na prvi izvedbi koncerta. Kar se je na začetku zdelo neizvedljivo zaradi težav, ki jih povzroča razmerje med kitaro in orkestrom, se je izkazalo za neverjeten uspeh. Občinstvo in kritiki so bili navdušeni, skladatelj in delo pa sta v hipu postala svetovno znana. Concierto de Aranjuez je napisan za godala, pihala in trobila, ki priskrbijo bogato paleto glasbenih barv.

### Prvi stavek – Allegro con spirito
V klasičnem okviru sonatne oblike stavek prikliče ljudski ples fandango, živahen dvorljiv ples iz osrčja Španije. Že v uvodu je vsa pozornost namenjena solistu, kitara se oglasi ob tihi spremljavi basov. Kitara se požene v staccato ostinato figuro, pihala ji tiho odgovarjajo, potem pa uvodno pasažo prevzamejo godala. Kitara se poda v objesten pogovor s pihali. Pogovor vodi v razširjeno frigijsko kadenco, ki je značilna za flamenko glasbo, potem pa kitara napove temo. Obdelava teme je zelo jasna. Koda temelji večinoma na prejšnji staccato ostinato figuri, ki jo najprej vpelje kitara.

### Drugi stavek – Adagio
Že po enem taktu angleški rog zapoje otožno melodijo, po kateri je koncert najbolj znan. To je zvok saete, vsakoletne procesije v Sevilli. Nosljajoči ton angleškega roga oponaša glas cantoreja (pevca flamenka). Nato spet vstopi kitara v novo frazo, ki pa ji odgovarja fagot. Na koncu kitara nežno privede v miren zaključek. Zaključni akord je kot odblesk večernega sonca.

### Tretji stavek – Allegro gentile
Zadnji stavek ima navdih zapeljivega plesa. Solo kitara takoj zariše rondo temo v živahnem dvodelnem kontrapunktu. Ostanek stavka bi lahko razdelili v štiri epizode. V prvi kitara vodi in se mehko premika v ponovitev rondoja. Začne se druga tema. Močnim in polnim akordom v kitari nad pizzicato godali odgovarjajo pihala. Hitre lestvice so glasniki ponovnega vstopa rondoja. V tretji, daljši epizodi orkester predlaga novo zamisel, ki jo prevzame kitara, pizzicato godala in čivkajoča pihala pa jo nadaljujejo. Sčasoma se kitara vrne k rondo temi, potem pa se brez premora požene v četrto epizodo. Epizoda doživi svoj vrhunec s hitrimi kitarskimi arpeggii. Koda je kratka. Stavek se konča tiho.

### Premiera
- 9. november 1940
- solist: Regino Sainz de la Maza
- orkester: Orquesta Filarmónica de Barcelona
- dvorana: Palau de la Música Catalana, Barcelona
- dirigent: César Mendoza Lasalle